# Rita Renoir
Rita Renoir (n. 16 ianuarie 1934, Paris, Île-de-France, Franța – d. 4 mai 2016, Paris, Métropole du Grand Paris, Franța) a fost o actriță franceză de film și teatru, care a jucat în 14 filme. Vedetă a cabaretului parizian Crazy Horse Saloon⁠(en)[traduceți], ea era în anii '50 - '60 una dintre cele mai celebre stripteuze din Franța. A fost supranumită și tragédienne du strip-tease („tragediana striptease-ului”). Ulterior, a devenit actriță de teatru, interpretând roluri în piese de René de Obaldia, Euripide, Michelangelo Antonioni și Pierre Bourgeade.
În 1968 a semnat coregrafia filmului lui Georges Lautner Le Pacha.

## Filmografie
- Les compagnes de la nuit, regizat de Ralph Habib (1953)
- Le Sicilien, regizat de Pierre Chevalier (1958)
- Commandant X (1962) - Serial TV
- Mondo di notte numero 3, regizat de Gianni Proia (1963)
- Dragées au poivre, regizat de Jacques Baratier (1963)
- Ni figue ni raisin (1964) - Serial TV
- Le Désert rouge, regizat de Michelangelo Antonioni (1964)
- Chappaqua, regizat de Conrad Rooks (1966)
- Fantômas versus Scotland Yard, regizat de André Hunebelle (1967)
- Cannabis, regizat de Pierre Koralnik (1970)
- Le Futur aux trousses, regizat de Dolores Grassian (1975)
- Sois belle et tais-toi, regizat de Delphine Seyrig (1981)
- L'Ange, regizat de Patrick Bokanowski (1982)
- Lire c'est vivre: Élie Faure, Vélasquez et les Ménines, film TV regizat de Philippe Bordier (1984)

## Coregrafă
- Le Pacha, dir. de Georges Lautner, (1968)

## Roluri în teatru
- 1965: Du vent dans les branches de sassafras, de René de Obaldia, reg. de René Dupuy. Ruolo: Miriam, soprannominata "Petite-Coup-Sûr", prostituta[9]
- 1967: Le Désir attrapé par la queue, de Pablo Picasso, Festivalul de exprimare liberă, Saint-Tropez (ro in alternatul con Bernadette Lafont)
- 1973: Et moi qui dirai tout e Le Diable, lucrări proiectate și fabricate de Rita Renoir și Jean-Pierre Georges, Théâtre de Plaisance, Parigi[10]